# Stockheim (Opper-Franken)
Stockheim is een plaats in de Duitse deelstaat Beieren, en maakt deel uit van het Landkreis Kronach.
Stockheim telt 4.871 inwoners.

## Deelgemeenten
Stockheim kent tien deelgemeenten:
| Deelgemeente                            | Inwoners (2016) |
| --------------------------------------- | --------------- |
| Burggrub (parochie) met Mostholz (dorp) | 782             |
| Haig (kerkdorp)                         | 476             |
| Haßlach (kerkdorp)                      | 489             |
| Neukenroth (parochie) met Rittersmühle  | 908             |
| Reitsch (kerkdorp) met Büttnerszeche    | 683             |
| Stockheim (parochie en hoofdgemeente)   | 1571            |
| Wolfersdorf (dorp)                      | 164             |

Kronach ·
Küps ·
Ludwigsstadt ·
Marktrodach ·
Mitwitz ·
Nordhalben ·
Pressig ·
Reichenbach ·
Schneckenlohe ·
Steinbach a.Wald ·
Steinwiesen ·
Stockheim ·
Tettau ·
Teuschnitz ·
Tschirn ·
Wallenfels ·
Weißenbrunn ·
Wilhelmsthal